# Оливарес
Оливарес (на испански: Olivares) е населено място и община в Испания. Намира се в провинция Севиля, в състава на автономната област Андалусия. Общината влиза в състава на района (комарка) Ел Алхарафе. Заема площ от 46 km². Населението му е 9534 души (по преброяване от 2010 г.). Разстоянието до административния център на провинцията е 16 km.

## Демография
| 1996 | 1998 | 1999 | 2000 | 2001 | 2002 | 2003 | 2004 | 2005 | 2006 |
| ---- | ---- | ---- | ---- | ---- | ---- | ---- | ---- | ---- | ---- |
| 7604 | 7687 | 7697 | 7793 | 7894 | 8144 | 8370 | 8573 | 8729 | 8814 |

- Кула
- Църква